# Kasserolle

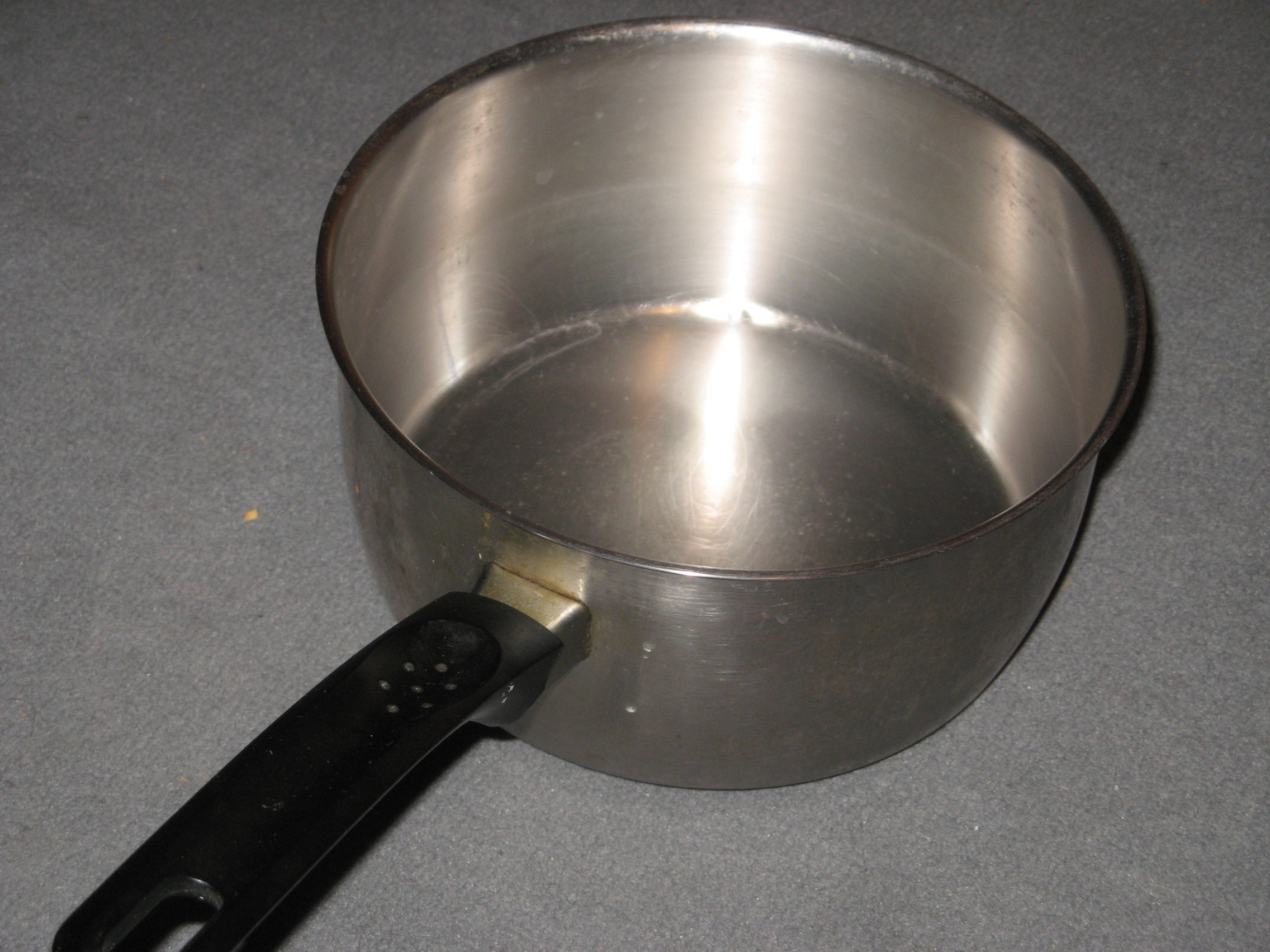
Kasserolle aus rostfreiem Stahl

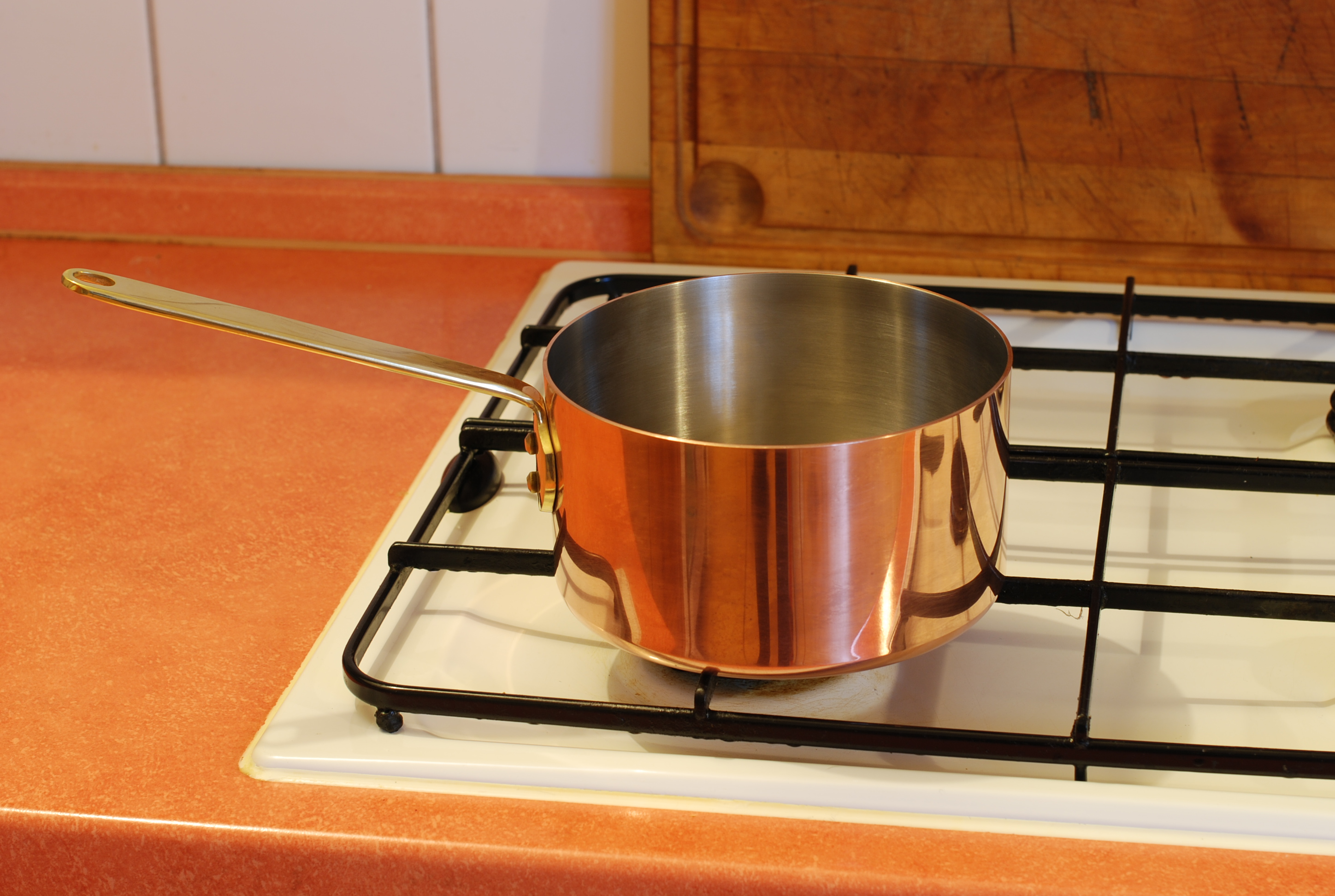
Kasserolle aus Kupfer, innen rostfreier Stahl

Eine Kasserolle (auch: das Kasserol, französisch: casserole, „Topf“, vom altfranzösischen casse, „großer Löffel“, von lateinisch cattia, „Schöpflöffel, Kelle“) ist ein Topf mit Stiel (Stielkasserolle) und einem steilen Rand. 
In Teilen Bayerns und Österreichs wird synonym für Kasserolle auch die Bezeichnung Reine oder Reindl verwendet, siehe auch Bräter.
In der Schweiz ist die Bezeichnung Pfanne üblich, insbesondere bei kleineren Durchmessern.
Gelegentlich wird auch die Bezeichnung Kokotte gebraucht, wenn von einer Kasserolle bzw. einem Schmortopf die Rede ist.